# Actinia cari
Actinia cari is een zeeanemonensoort uit de familie Actiniidae. Actinia cari werd in 1822 voor het eerst wetenschappelijk beschreven door Stefano Delle Chiaje. Het is inheems in de Middellandse Zee, waar het een ongewone soort is.

## Beschrijving
Actinia cari wordt ongeveer 4-5 centimeter breed en 8 centimeter hoog. Hij kan zijn tentakels volledig intrekken. Het heeft een bruingroene tot roodachtige kleur met concentrische, donkere, longitudinale ringen op de lichaamswand en is ruwweg cilindrisch tot conisch van vorm. Met zijn tentakels vangt hij kleine prooien.

## Verspreiding en leefgebied
Dit is een ongewone soort die vooral in de Middellandse Zee voorkomt, maar ook in de aangrenzende delen van de Atlantische Oceaan. Actinia cari leeft in rotsachtige gebieden en hecht zich aan rotsen en de onderkant van gladde stenen. Het is een algemene soort en wordt aangetroffen in de infralitorale zone en de subtidale zone tot een diepte van enkele meters.
1. ↑  (en) Actinia cari op de IUCN Red List of Threatened Species.